# Isoglossa angusta
Isoglossa angusta är en akantusväxtart som först beskrevs av Christian Gottfried Daniel Nees von Esenbeck, och fick sitt nu gällande namn av John Gilbert Baker. Isoglossa angusta ingår i släktet Isoglossa och familjen akantusväxter. Inga underarter finns listade i Catalogue of Life.